# Plebiscyt Przeglądu Sportowego 1994
60. Plebiscyt Przeglądu Sportowego na najlepszego sportowca Polski zorganizowano w 1994 roku.

## Wyniki
1. Andrzej Wroński - zapasy (501 541 pkt.)
2. Rafał Szukała - pływanie (472 607)
3. Artur Partyka - lekkoatletyka (301 818)
4. Barbara Hajcel i Elżbieta Urbańczyk - kajakarstwo (248 046)
5. Paweł Nastula - judo (212 072)
6. Waldemar Marszałek - sporty motorowodne (182 249)
7. Tomasz Gollob - żużel (182 222)
8. Janusz Darocha - sport lotniczy (162 876)
9. Józef Tracz - zapasy (152 661)
10. Marek Garmulewicz - zapasy (141 055)